# Хроника пикирующего бомбардировщика
«Хро́ника пики́рующего бомбардиро́вщика» — советский художественный полнометражный чёрно-белый фильм, снятый режиссёром Наумом Бирманом на киностудии «Ленфильм» в 1967 году по одноимённой повести Владимира Кунина о буднях фронтовой авиации в годы Великой Отечественной войны.

## Сюжет
Идёт Великая Отечественная война, но на фронтовом аэродроме бомбардировщиков затишье — стоит туман, и поэтому самолёты не летают. Командование ставит задачу — найти и сфотографировать вражеский аэродром, на котором базируются истребители Focke-Wulf. На задание вылетает экипаж молодого, но опытного младшего лейтенанта Червоненко. Перед вылетом из сводки Совинформбюро он узнаёт, что освобождён его родной город Пинск.
Предприимчивый и изобретательный стрелок-радист Женя Соболевский (Олег Даль) — из экипажа Архипцева (Геннадий Сайфулин) — из привезённого лавкой «Военторга» малинового сиропа и антифриза из гидросистемы самолёта готовит «ликёр Шасси». Экипажи самолётов отмечают приготовленным «ликёром» освобождение Пинска, но тут приходит известие о том, что Червоненко заходит на посадку поперёк старта. Червоненко погибает, сажал самолёт его штурман (Леонид Реутов). Червоненко успел сфотографировать вражеский аэродром — но тот оказался ложным.
Вечером в столовой капитан медицинской службы (Гелий Сысоев) словесно оскорбляет любимую девушку штурмана Вени (Лев Вайнштейн), командир и штурман выкидывают его из столовой, а тот в свою очередь грозится написать рапорт. Экипаж Архипцева в полном составе сажают на гауптвахту, командира и штурмана за то, что «дали в морду» начальнику медицинской части, а стрелка — за изготовление «ликёра».
Командование ещё раз решает провести разведку аэродрома, для этого больше всего подходит опытный экипаж Архипцева, поэтому его досрочно выпускают с гауптвахты. Во время первого вылета Архипцев также обнаруживает ложный аэродром, и вновь на бомбардировщик нападают несколько истребителей. Соболевский сбивает один из них. Экипаж с трудом уходит от преследования, имитировав при пикировании, что их сбили.
Чтобы выполнить задачу, необходимо лететь ещё раз. Архипцев хочет проверить своё предположение о том, что аэродром находится возле железнодорожной станции. Весь авиаполк ждёт сообщения о координатах аэродрома для того, чтобы, вылетев, его разбомбить. Архипцев ищет аэродром, на него нападают с аэродромов-засад пять истребителей. Передав командованию координаты настоящего аэродрома противника, экипаж вступает в неравный бой. Боекомплект израсходован, огнём немцев убит Соболевский. Истребители окружили самолёт и хотят вынудить его сесть на их аэродром. Поняв замысел противника, Архипцев, получив согласие штурмана, направляет бомбардировщик на стоящие на земле вражеские самолёты…

### О прототипах и музыке
Сюжет фильма имеет много совпадений с боевой биографией летавшего на Пе-2 Героя Советского Союза старшего лейтенанта Б. С. Быстрых, в частности, когда он был атакован шестью истребителями противника, пилоты которых требовали посадить самолёт на их аэродроме.
Рисунок нотного стана на фюзеляже бомбардировщика выполнен по аналогии со штурмовиком Ил-2 Василия Емельяненко.
Станислав Пожлаков исполнил песню «Туман» (Александр Колкер — Ким Рыжов): «Туман, туман, седая пелена. А всего в двух шагах за туманами война…»

## В ролях
| Актёр             | Роль                                                 |
| ----------------- | ---------------------------------------------------- |
| Юрий Толубеев     | механик Кузьмичёв                                    |
| Геннадий Сайфулин | Сергей Архипцев командир экипажа                     |
| Олег Даль         | Евгений Соболевский стрелок-радист экипажа Архипцева |
| Лев Вайнштейн     | Вениамин Гуревич штурман экипажа Архипцева           |
| Александр Граве   | Иван Алексеевич командир полка                       |
| Пётр Щербаков     | начальник штаба полка                                |
| Игорь Ефимов      | замполит полка                                       |
| Георгий Корольчук | Митька Червоненко                                    |
| Леонид Реутов     | Пастухов                                             |
| Ëла Санько        | Катя                                                 |

## Съёмочная группа
- Режиссёр: Наум Бирман
- Сценарий: Владимир Кунин, при участии Наума Бирмана
- Оператор: Александр Чиров
- Художник: Алексей Федотов
- Композитор: Александр Колкер
- Текст песен: Ким Рыжов
- Военный консультант: Г. П. Евдокимов, Анпилов А. А.